# Habrophila compseuta
Habrophila compseuta är en fjärilsart som beskrevs av Edward Meyrick 1889. Habrophila compseuta ingår i släktet Habrophila och familjen äkta malar. Inga underarter finns listade i Catalogue of Life.